# 펠리피 삼부디우 호살렝
펠리피 삼부디우 호살렝(Felipe Sambudio Rosalen, 2000년 10월 27일~)은 브라질의 [[축구] 선수이다.

## 참고 문헌
- “펠리피 삼부디우 호살렝”. 《천안 시티 FC》. 천안시민프로축구단.